# Cashmere Cat
Магнус Огаст Ойберг (англ. Magnus August Høiberg, родился 29 ноября 1987 года), более известный по сценическому псевдониму Кэ́шмир Кэт («Cashmere Cat») — норвежский музыкант и продюсер. Представлял Норвегию на международном конкурсе диджеев с 2006 по 2009 годы. Его дебютный мини-альбом Mirror Maru, выпущенный в октябре 2012 года, получил признание других продюсеров.
Его дебютный студийный альбом под названием 9 вышел 28 апреля 2017 года после презентации сингла на фестивале Coachella в Калифорнии. В создании альбома поучаствовали многие известные исполнители, среди которых The Weeknd, Ariana Grande, Selena Gomez и др.

## Дискография

### Студийные альбомы
- 9 (2017)
- Princess Catgirl (2019)

### Мини-альбомы
- Mirror Maru (2012)
- Mirror Maru (Remixes) (2013)
- Wedding Bells (2014)

## Награды и номинации
| Год  | Организация               | Награда                  | Работа            | Результат | Ист.  |
| ---- | ------------------------- | ------------------------ | ----------------- | --------- | ----- |
| 2016 | Grammy Award              | Лучшая R&B-песня         | Tory Lanez: 'LUV' | Номинация | н/д   |
| 2017 | Spellemannprisen ’16      | Продюсер года            | Cashmere Cat      | Победа    | н/д   |
| 2017 | Spellemann & Music Norway | Eksportprisen ’16        | Cashmere Cat      | Номинация | [ 1 ] |
| 2017 | Electronic Music Awards   | Альбом года              | 9                 | Номинация | [ 2 ] |
| 2017 | Electronic Music Awards   | Продюсер года            | Cashmere Cat      | Победа    | [ 2 ] |
| 2017 | TONO                      | EDVARD-prisen 2017       | Cashmere Cat      | Победа    | [ 3 ] |
| 2018 | Spellemannprisen ’17      | Album of the Year        | 9                 | Номинация | [ 4 ] |
| 2018 | Spellemannprisen ’17      | Поп-соло-исполнитель     | 9                 | Победа    | [ 4 ] |
| 2018 | Spellemannprisen ’17      | Producer of the Year     | Cashmere Cat      | Номинация | [ 4 ] |
| 2019 | Spellemannprisen ’18      | Международный успех года | Cashmere Cat      | Номинация | н/д   |